# Moscow Open 2010
Moscow Open 2010 – mityng lekkoatletyczny zaliczany do cyklu European Athletics Outdoor Premium Meetings, który odbył się na terenie kompleksu olimpijskiego Łużniki w Moskwie 29 czerwca.

## Rezultaty
| PB – rekord życiowy \| SB – najlepszy wynik w sezonie |

### Mężczyźni
| Konkurencja:                  | 1. miejsce             | Wynik      | 2. miejsce        | Wynik      | 3. miejsce            | Wynik      |
| Bieg na 800 m                 | Jurij Borzakowski      | 1:45,17    | Jakub Holuša      | 1:45,56 PB | Ismael Kombich        | 1:45,85 SB |
| Bieg na 1500 m                | Iwan Tuchtaczew        | 3:44,00    | Siarhiej Platonau | 3:44,24 PB | Szymon Sznura         | 3:52,36    |
| Bieg na 3000 m                | Andriej Farnosow       | 8:01,20 PB | Siergiej Sajapin  | 8:04,82 SB | Stanisław Aniszczenko | 8:05,95    |
| Bieg na 110 m przez płotki    | Artur Noga Dániel Kiss | 13,20      |                   |            | Konstantin Szabanow   | 13,69      |
| Bieg na 3000 m z przeszkodami | Ildar Minszyn          | 8:24,55    | Brahim Taleb      | 8:24,59    | Ion Luchianov         | 8:24,88    |
| Skok wzwyż                    | Aleksiej Dmitrik       | 2,28       | Iwan Uchow        | 2,25       | Siergiej Mudrow       | 2,25       |
| Skok o tyczce                 | Dmitrij Starodubcew    | 5,60       | Iwan Giertlejn    | 5,50       | Hendrik Gruber        | 5,50       |
| Trójskok                      | Dmitrij Vaľukevič      | 17,00      | Aleksiej Fiodorow | 16,92      | Dzmitryj Płatnicki    | 16,74      |
| Rzut młotem                   | Dilszod Nazarow        | 78,57      | Siergiej Litwinow | 77,10      | Aleksiej Zagorny      | 75,77      |

### Kobiety
| Konkurencja:   | 1. miejsce             | Wynik      | 2. miejsce           | Wynik      | 3. miejsce              | Wynik      |
| Bieg na 100 m  | Chrystyna Stuj         | 11,32 PB   | Weronika Wedler      | 11,43 PB   | Anna Kiełbasińska       | 11,59 PB   |
| Bieg na 200 m  | Aleksandra Fiedoriwa   | 22,60 SB   | Julija Guszczina     | 22,80 SB   | Jekatierina Wukołowa    | 22,89 PB   |
| Bieg na 400 m  | Anastasija Kapaczinska | 50,16 SB   | Antonina Kriwoszapka | 50,56 SB   | Tatjana Firowa          | 50,79 SB   |
| Bieg na 800 m  | Jelena Kofanowa        | 1:59,67 SB | Swiatłana Usowicz    | 1:59,73 SB | Oksana Zbrożek          | 2:00,01 SB |
| Bieg na 1500 m | Natallia Karejwa       | 4:09,26    | Renata Pliś          | 4:09,28    | Natalja Popkowa         | 4:09,98 SB |
| Skok wzwyż     | Irina Gordiejewa       | 1,92       | Swietłana Szkolina   | 1,92       | Wenelina Wenewa-Mateewa | 1,85       |
| Skok w dal     | Nastassia Mironczyk    | 6,84       | Yuliya Tarasova      | 6,73 PB    | Ineta Radēviča          | 6,71       |
| Pchnięcie kulą | Natalla Michniewicz    | 19,74      | Olga Iwanowa         | 19,18 SB   | Irina Tarasowa          | 17,98      |
| Rzut młotem    | Tatjana Łysienko       | 73,89      | Zalina Marghieva     | 71,50 SB   | Marina Marghieva        | 69,45      |